# Мензура
Мензура (лат. metiri - мерити mensura) је градуисана цилиндрична стаклена посуда који служи за мерење количине течности.. Мензуре имају уски цилиндрични облик и могу бити разних величина.
Израз ад мензурам (лат. ad mensuram) значи „према мери и тежини“.
Мензуру је први пут увео 1784. године Луј Бернард Гитон де Морве, за употребу у волуметријској анализи.

## Материјали и изглед
Велике градуисане мензуре су обично направљене од полипропилена због његове одличне хемијске отпорности или од полиметилпентена због његове транспарентности, што их чини лакшим и мање крхким од стакла. Полипропилен (ПП) се лако више пута аутоклавира; међутим, аутоклавирање на температури већој од око 121°С (у зависности од хемијске формулације: типичан комерцијални полипропилен се топи на температури већој од 177°С), може искривити или оштетити мензуре од полипропилена, што утиче на тачност.
Традиционална мензура је обично уска и висока како би се повећала тачност и прецизност мерења запремине. Има пластичну или стаклену подлогу (постоље, стопало, ослонац) и „излив“ за лакше изливање мерене течности. Додатна верзија је широка и ниска.
Мензуре за мешање имају брушене стаклене спојеве уместо излива, тако да се могу затворити чепом или директно спојити са другим елементима. Код овакве мензуре, одмерена течност се не сипа директно, већ се често уклања помоћу шприца. Мензура треба да се очитава са површином течности у нивоу очију, где центар менискуса показује мерну линију. Типични капацитети мензура су од 10 мл до 1000 мл.

## Уобичајене употребе
Мензуре се користе за мерење запремине течности. Генерално су тачније и прецизније од лабораторијских боца и чаша, али их не треба користити за обављање волуметријске анализе; треба користити волуметријско стаклено посуђе, као што је волуметријска боца или волуметријска пипета, јер је још тачнија и прецизнија. 

## Скале и тачност
Ради тачности, запремина на мензурама је приказана са 3 значајне цифре: мензуре од 100 мл имају поделе од 1 мл, док мензуре од 10 мл имају поделе од 0,1 мл.
За мензуре постоје две класе тачности. Класа А има двоструко већу тачност од класе Б. Мензуре могу имати једноструке или двоструке скале. Појединачне скале омогућавају очитавање запремине од врха до дна (запремина пуњења), док мензуре са двоструком скалом омогућавају очитавање за пуњење и сипање (обрнута скала).

## Мерење
Да би се тачно очитао волумен, посматрање мора бити у нивоу очију и очитава се дно менискуса нивоа течности. Главни разлог зашто се очитавање запремине врши преко менискуса је због природе течности која се у цилиндру се молекуларним силама привлачи на зид око њега. Ово приморава површину течности да развије или конвексан или конкавни облик, у зависности од врсте течности у цилиндру. Очитавање течности на доњем делу конкавне или на горњем делу конвексне течности је еквивалентно очитавању течности на њеном менискусу.